# Oksby Sogn

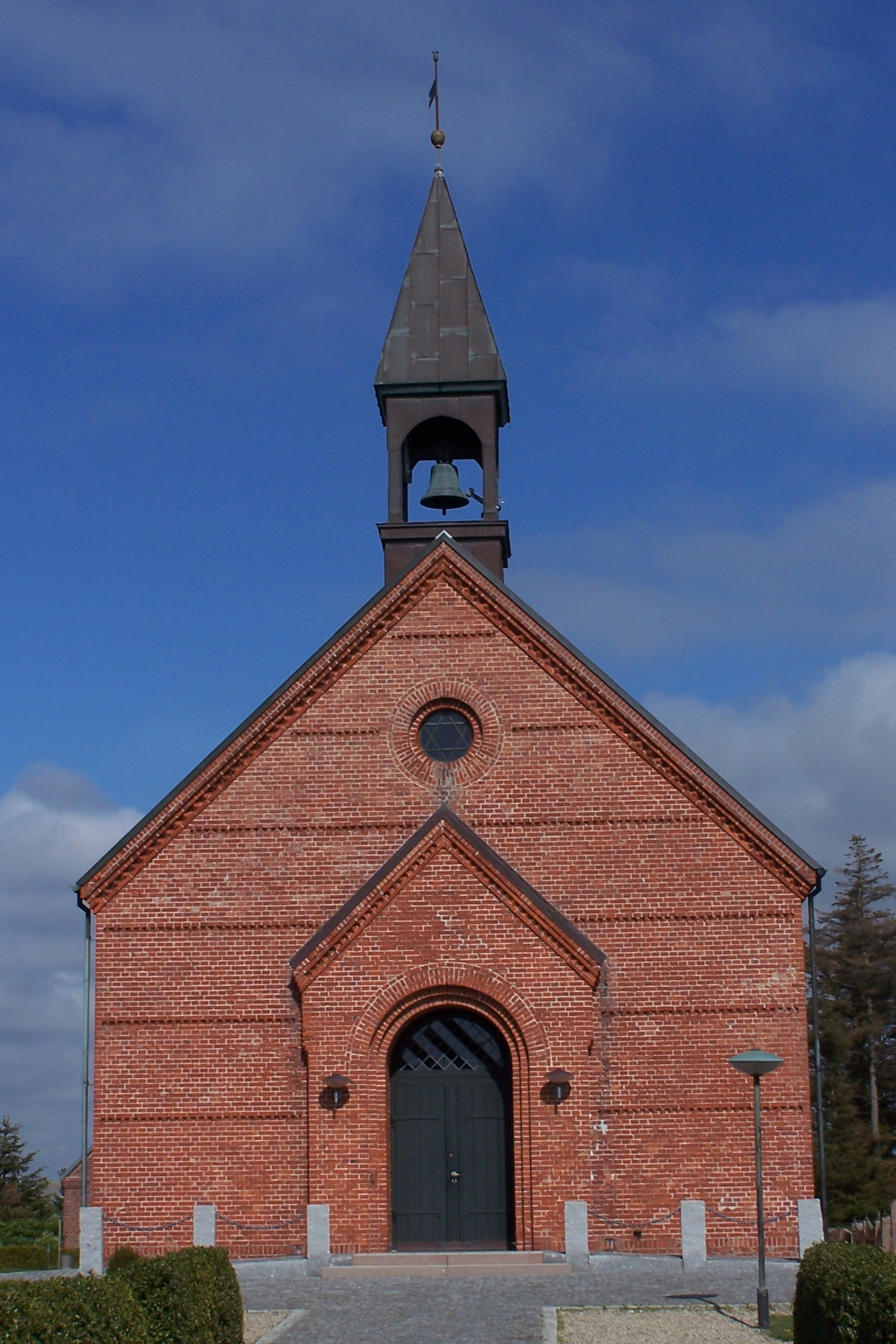
Oksby Kirke

Oksby Sogn ist eine ehemalige Kirchspielsgemeinde (dän.: Sogn) auf der Halbinsel Skallingen an der Nordseeküste im südlichen Dänemark. Bis 1970 gehörte sie zur Harde Vester Horne Herred im damaligen Ribe Amt, danach zur Blåvandshuk Kommune im erweiterten Ribe Amt, die im Zuge der  Kommunalreform zum 1. Januar 2007 in der „neuen“  Varde Kommune in der Region Syddanmark aufgegangen ist. Am 1. Oktober 2010 wurde der ehemalige Kirchenbezirk Mosevrå Kirkedistrikt im Oksby Sogn mit der Abschaffung der dänischen Kirchenbezirke ein selbständiges Sogn Mosevrå Sogn.
Am 27. November 2016 wurden Oksby Sogn, die südliche Nachbargemeinde Ho Sogn und Mosevrå Sogn ins Blåvandshuk Sogn zusammengelegt. Zuletzt (30. September 2016) lebten 344 Einwohner im Kirchspiel. Im Kirchspiel liegt die Kirche „Oksby Kirke“.
Weitere Nachbargemeinde war im Norden Aal Sogn.